# Ceraria pygmaea
Ceraria pygmaea ist eine Pflanzenart aus der Gattung Ceraria in der Familie der Didiereaceae. Sie wird von manchen Autoren aber als Portulacaria pygmaea Pillans wieder zur Gattung Portulacaria Jacq. gestellt.

## Beschreibung

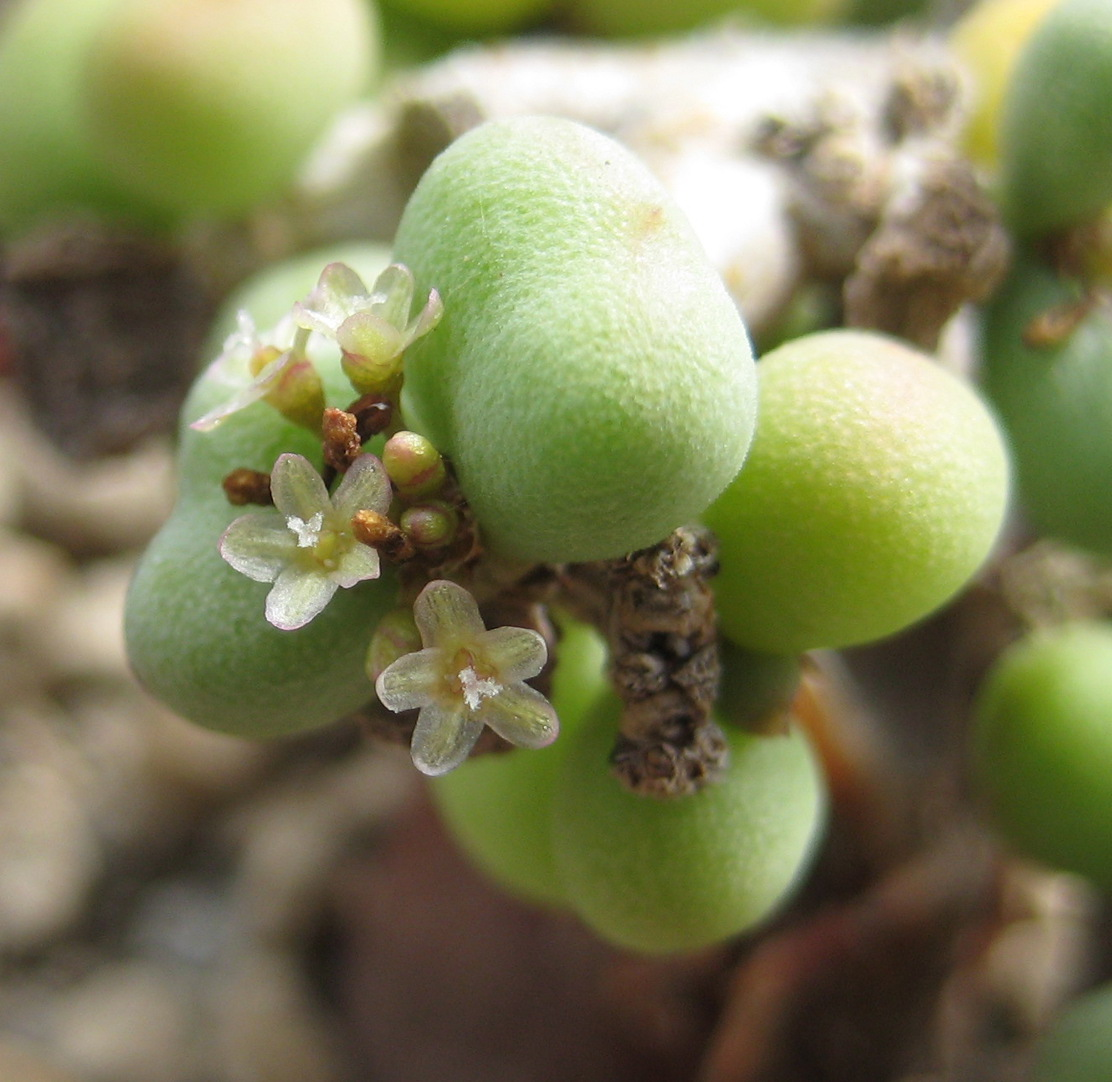
Weibliche Blüten von Ceraria pygmaea

Ceraria pygmaea wächst als zweihäusiger, mehr oder weniger immergrüner Miniatur-Halbstrauch und wird bis 20 cm hoch und bis 30 cm breit. Die kompliziert verzweigten dicken Triebe sind fleischig und haben eine silbergraue Rinde. Sie entspringen einem geschwollenen holzigen Caudex. Die länglich eiförmigen und sukkulenten Blätter sind kreuzgegenständig angeordnet. Sie können 9 bis 15 mm lang und 6 bis 8 mm breit werden. Dabei erreichen die mit einem aufgesetzten Spitzchen versehenen glauk graugrünen Blätter eine Dicke von 3 bis 5 mm.
Die weiß bis blassrosa gefärbten Blüten stehen zu 2 bis 6 Stück zusammen und erreichen einen Durchmesser von 2 bis 4 mm.

## Verbreitung und Systematik
Ceraria pygmaea ist in Südafrika in der Provinz Nordkap und dort im Kleinen Namaqualand verbreitet.
Die Erstbeschreibung von Ceraria pygmaea erfolgte als Portulacaria pygmaea 1928 durch Pillans. G.D. Rowley stellte die Art 1996 zur Gattung Ceraria.